# Emilia Tsoulfa
Emilia Tsoulfa (in greco Αιμιλία Τσούλφα?; Atene, 15 maggio 1973) è una velista greca.

## Palmarès

### Olimpiadi
- 1 medaglia:
  - 1 oro (Atene 2004 nella classe 470)